# Al Capp
Al Capp   (New Haven, 28 de setembre de 1909 - Cambridge, 5 de novembre de 1979), pseudònim Alfred Gerald Caplin, fou un dels autors de còmic d'humor estatunidenc més destacats a les dècades de 1940 a 1960. La seva obra més coneguda és la de Li'l Abner.

## Biografia
Alfred Gerald Caplin, va néixer el 28 de setembre de 1909 en el si d'una família jueva a New Haven, estat de Connecticut, uns anys després quan ja es dedicava professionalment al còmic va començar a firmar amb el pseudònim d'Al Capp, i posterior-ment el 1949 es va canviar legalment el cognom. De resultes d'un accident amb un tramvia va perdre la cama esquerra quan només tenia nou anys, el seu pare el va animar a potenciar la seva creativitat artística, després d'estudiar a diverses escoles d'art amb dinou anys va començar a dibuixar una vinyeta diària titulada Colonel Gilfeather. Tot seguit va treballar com ajudant de Ham Fisher a la tira de còmic Joe Palooka, a la qual va aportar molt bones idees. El 1934 va crear el personatge de Li'l Abner el desacord amb el sou que rebia pel seu treball anterior va fer que és deïcidis a fer els seus propis personatges.
La sèrie de Li'l Abner, estava ambientada al llogaret anomenat Dogpatch, on el protagonista i la resta d'estrambòtics vilatans protagonitzaven una sàtira social que va arribar a ser llegida diàriament per setanta milions de nord-americans. Iambe va escriure d'altres sèries d'humor per la premsa com Abbie an'Slats (1937) amb dibuix de Raeburn Van Buren i Long Sam (1954) amb dibuix de Bob Lubbers. Per fer la tira de Li'l Abner, Al Capp, va tenir diversos ajudants, com Frank Frazetta, Andy Amato, Mo left o bé Lee Elias i a l'última etapa només n'escrivia els guions fins que fou clausurada l'any 1977, dos anys abans de la mort del seu creador.